# 蔡力
蔡 力（さい りき、1987年8月14日）は、中国の男子競泳選手。浙江省金華市出身。
2008年の北京オリンピックでは代表に選ばれ、50m自由形と4×100m自由形リレーに出場したが予選で敗退した。